# Arvo Askola
Arvo Askola (ur. 2 grudnia 1909 w Valkeala, zm. 23 listopada 1975 w Kuusankoski) – fiński lekkoatleta, biegacz długodystansowy, wicemistrz olimpijski i wicemistrz Europy.
Na mistrzostwach Europy w 1934 w Turynie Askola zdobył srebrny medal w biegu na 10 000 metrów, za swym rodakiem Ilmarim Salminenem. Podczas igrzysk olimpijskich w 1936 w Berlinie ponownie zajął 2. miejsce na tym dystansie, za Salminenem, a przed trzecim Finem Volmarim Iso-Hollo. 
W 1936 był również mistrzem Finlandii w biegu przełajowym (ok. 8 km).

## Rekordy życiowe
- bieg na 5000 metrów – 14:30,0 (Wyborg, 7 sierpnia 1937)
- bieg na 10 000 metrów – 30:15,6 (Berlin, 2 sierpnia 1936)